# Platensina bezzii
Platensina bezzii es una especie de insecto del género Platensina de la familia Tephritidae del orden Diptera.

## Historia
Hardy la describió científicamente por primera vez en el año 1974.